# Opravdići
Opravdići (cyr. Оправдићи) – wieś w Bośni i Hercegowinie, w Republice Serbskiej, w gminie Bratunac. W 2013 roku liczyła 247 mieszkańców.